# Дронрейп
Дронрейп (на нидерландски: Dronrijp) е село в Нидерландия, провинция Фризия, община Меналдюмадел. Населението му е около 3250 души (2004), което го прави най-голямото село в общината. Първото споменаване на селището е от 1132 г., въпреки че селища на това място съществуват дълго преди това.
Дронрейп се намира на автомагистралата А31 между Леуварден и Франекер. Селото има гара на линията Леуварден-пристанище Харлинген.
В Дронрейп е роден художникът сър Лорънс Алма-Тадема (1836 – 1912).